# Stille Nacht Museum Oberndorf

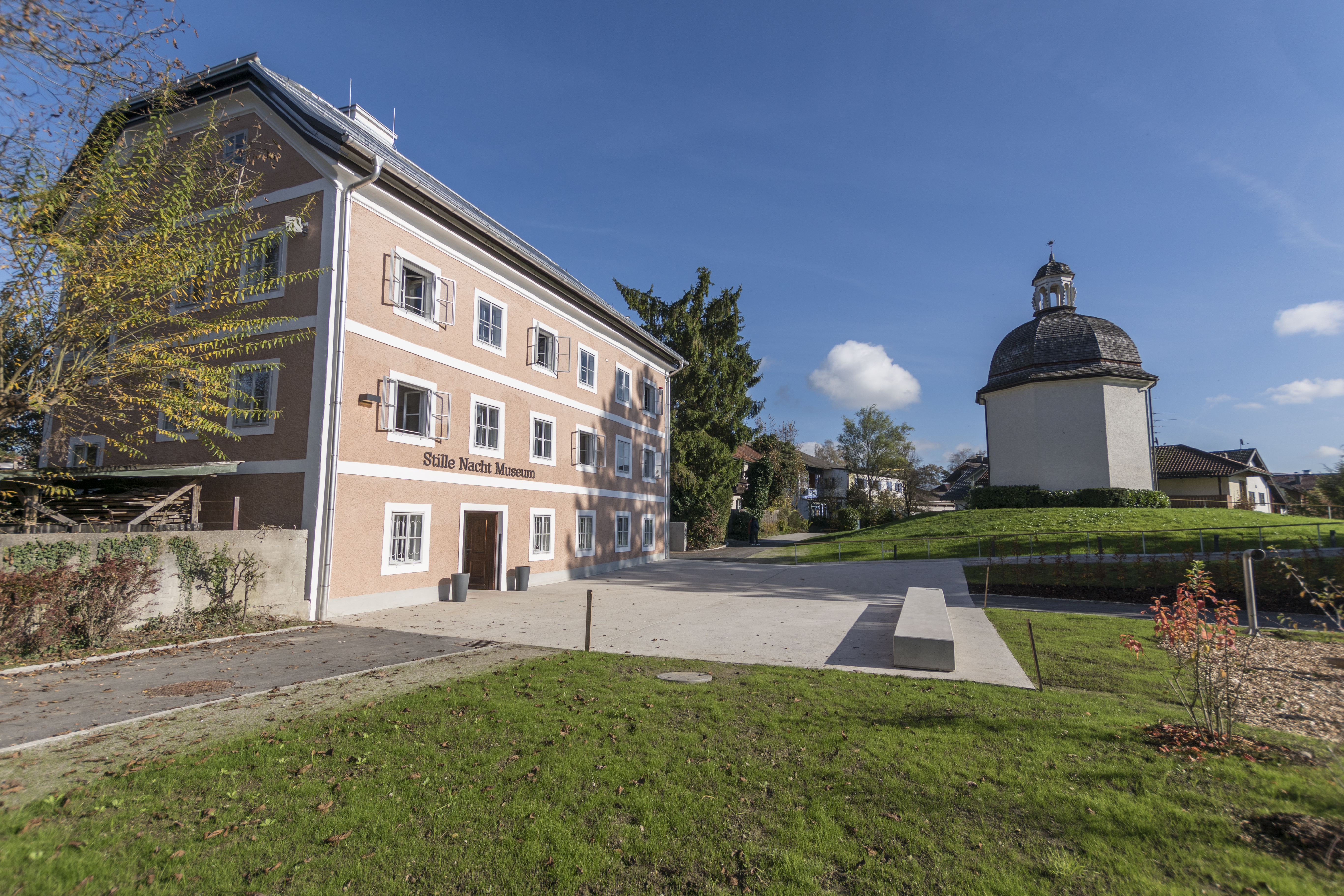
Das Stille Nacht Museum Oberndorf; im Hintergrund: die Stille-Nacht-Kapelle

Das Stille-Nacht-Museum in Oberndorf bei Salzburg ist der Geschichte des Weihnachtsliedes Stille Nacht!, Heilige Nacht! gewidmet.
Es befindet sich im ehemaligen Pfarrhof neben der Stille-Nacht-Kapelle, die an der Stelle der ehemaligen Pfarrkirche steht, in der das Lied am 24. Dezember 1818 zum ersten Mal aufgeführt wurde. Die Hauptausstellung vermittelt auf zwei Stockwerken die Entstehungs- und Verbreitungsgeschichte des Liedes und das Lebensumfeld seiner Schöpfer, Joseph Mohr und Franz Xaver Gruber, wozu das Leben der Oberndorfer Schifferfamilien gehört. Dem Träger des alternativen Nobelpreises Leopold Kohr, der in Oberndorf geboren ist, ist der Museumshof gewidmet.